# SN 1968K
SN 1968K – supernowa odkryta 2 maja 1968 roku w galaktyce LEDA0084703. W momencie odkrycia miała maksymalną jasność 17,50m.